# 11799 Lantz
11799 Lantz è un asteroide della fascia principale. Scoperto nel 1981, presenta un'orbita caratterizzata da un semiasse maggiore pari a 3,0439723 UA e da un'eccentricità di 0,1757812, inclinata di 10,10599° rispetto all'eclittica.